# Macroglossinae (vlinders)
De Macroglossinae zijn een onderfamilie van vlinders uit de familie van de pijlstaarten (Sphingidae).

## Geslachtengroepen
- Dilophonotini Burmeister, 1878
- Macroglossini Harris, 1839
- Philampelini Burmeister, 1878